# Chantal Couliou
Pour les articles homonymes, voir Couliou.
Chantal Couliou est née le 12 mai 1961 à Vannes. Professeur des écoles à Brest, elle a publié une trentaine de recueils de poésie. 

## Biographie
Chantal Couliou est lauréate de plusieurs prix, dont le Prix Paul Quéré 2021-2022. 
Elle est membre de la Charte des auteurs et illustrateurs jeunesse, de La Société des Gens de Lettres, de l’Association des Ecrivains Bretons et de l’Association Francophone de Haïku.

## Œuvres

### Poésie
- Horizons horizons, SGDP, 1984
- Désordre, Maison Rhodanienne de poésie, 1988
- De l'algue à la pierre, Encres vives, 1997
- Le chuchotement des jours ordinaires, l'Épi de seigles, 1997
- Mémoire de pierre, Encre vives, 1998
- Petite suite pour un été, Fer de Chances, 1998
- Les petites blessures de la nuit, Cahiers Froissart, 1998
- Petits bonheurs, Illustrations Claire Garralon, Dé bleu, 1999
- Des chemins de silence, Blanc Silex, 2000
- Il y a des jours, Fer de Chances, 2001
- Point d’attache, illustrations Dany Lecuyer, Gros textes, 2003
- Saint Denis, fenêtres ouvertes, photographies Pierre Douzenel, PSD, 2003
- Lettres à Yvan, La Porte, 2003
- Jours de pluie, Club Zéro, 2003
- L’Avancée des jours, Éclats d’Encre, 2004
- Carnet de petits bleus à l’âme, Les carnets du dessert de lune, 2004
- A fleur de silence, SOC & FOC, 2007
- Au cœur du silence, Éditions La porte, 2008
- Pour apprivoiser le vent, S'Éditions, 2008
- Ciel de traîne, Éditions Clarisse,2008
- La rumeur de l'hiver, Éditions Encres Vives, 2008
- Le soleil est dans la lune, Éditions Corps Puce, 2008
- Géographie de l'eau, Éditions Corps Puce, Coll. Le Poémier, 2009
- A cloche pied, Tertium éditions (jeunesse), 2009
- Une poignée de mots et un peu de vent, Les Carnets du Dessert de Lune, coll. Dessert, 2009
- Le vieux vélo de Jules, éditions La Renarde Rouge , 2010
- Rapa Nui, éditions Rafaël de Surtis, 2012
- Au creux des îles, éditions Soc et Foc, 2012
- Variations autour d'une île, éditions Encres Vives, Collection Lieu, 2012
- Croqués sur le vif, éditions Les Carnets du Dessert de Lune, Collection la luneestlà, 2012
- Le temps est à la pluie, La Porte, 2014
- Fragments d'alphabet, Éditions Encres Vives, Collection Blanche, 2016
- Le chuchotis des mots, illustrations de Charlotte Berghman, Editions Les Carnets du Dessert de Lune, Collection la luneestlà, 2016
- Dans le silence de la maison, Editions du Petit Pois, coll. Prime Abord, 2016
- Le temps en miettes, Editions Soc et Foc, 2017
- Sans préavis, Editions La Porte, 2017
- Sens dessus dessous, haïkus en collaboration avec Régine Bobée et Choupie Moysan, éditions Envolume, 2018
- Sur les ailes du poème, collection AAA, éditions Voix Tissées, 2019
- Légers frissons, collection Tango, éditions Donner à Voir, 2019
- Insulaires (haïkus), collection Dessert, éditions Les Carnets du dessert de Lune, 2020
- Dans les coulisses du jardin, collection AAA, éditions Voix Tissées, 2020
- Du soleil plein les yeux (haïkus), éditions Unicité, 2020
- Et pour les nouvelles : Un été au bord de la mer, éditions Unicité, 2021
- Une traversée de soi, collection Ecriterres, Les Editions Sauvages, 2022
- Du bleu en tête, haïkus en collaboration avec Régine Bobée et Choupie Moysan, éditions Unicité, 2022
- Instants nomades, éditions Gros Textes, 2023
- Au bord du doute,  Lieux-Dits éditions, 2024
- Des restes de bleu, éditions Gros Textes, 2025
- La dernière photo, Collection Lieu, éditions Encres Vives, 2025

### Livre d'artiste
- Grand large : encres et pastel, avec Marguerite Rolland, CMJN éditions, 2013
- Pluie sur les rochers, avec la plasticienne Choupie Moysan, L3V,mt-galerie, 2014
- Seul le bleu demeure, avec Lydia Padellec ( acryliques) , éditions de la Lune bleue, 2017
- Infini et Un reste de lumière avec la plasticienne Maria Desmée, 2019, chez l'artiste
- Papillotes, Atelier de Groutel, 2019
- Macules, illustrations de FIL, Les Ateliers Miénnée de Lanouée éditions, 2019
- Equivoques, avec des photographies d'Erik Saignes, Les Editions Poétiques Ephémères, 2022

### Nouvelles
- Une petite pluie : nouvelles, Les Découvertes de la Luciole, 2006
- Un été au bord de la mer, éditions Unicité, 2021

### Pédagogie et Poésie
- La clé des mots, éditions Buissonnières, 2012

Publications de fiches pédagogiques (poésie et arts plastiques) dans la revue La Classe.
Elle a aussi publié des nouvelles en revues et en anthologies.

## Prix et distinctions
- Prix Paul Quéré 2021-2022 pour Une traversée de soi
- Prix Joël Sadeler 2017[3] pour Le chuchotis des mots